# Hans Modrow
Hans Modrow (Jasenitz, 1928. január 27. – Berlin, 2023. február 11.) német politikus és közgazdász, az NDK utolsó kommunista miniszterelnöke.

## Politikai pályafutása
Modrow a Német Szocialista Egységpárt (NSZEP) tagjaként 1954-ben a párt berlini kerületi vezetőségébe került. 1961 szeptemberében Berlin Köpenick kerületének elsőtitkára lett. 1967 és 1989 között a NSZEP Központi Bizottságának (KB) tagja volt. 1967 és 1973 között a KB agitprop osztályát vezette. 1973 és 1989 között Drezda város pártbizottságának első titkári tisztét töltötte be. 1978-ban Karl Marx-renddel tüntették ki.
1989. október 3-án 1320 tiltakozó drezdait tartóztattatott le. Titkos terveket dolgoztatott ki a drezdai rendőri vezetés számára a kibontakozóban lévő polgári tiltakozási mozgalom kezelésére.
1989. november 8-án beválasztották a NSZEP Politikai Bizottságába. November 13-án Willi Stoph utódjaként, egy ellenszavazattal megválasztották a Minisztertanács elnökének. 1990. április 12-ig volt hivatalban. Utódja a keletnémet kereszténydemokrata párthoz (Ost-CDU) tartozó Lothar de Maizière lett, aki az újraegyesítési tárgyalásokat lefolytatta az NSZK kormányával.
1990 februárjában Modrow az időközben PDS-re átkeresztelt párt tiszteletbeli elnöke lett.
1999-ben az Európai Parlament tagjává választották. 2004-ben nem indult újra a képviselőségért.

## Publikációi
- Wie eine Jugendkontrollbrigade arbeiten soll! Berlin, 1952
- Welche Aufgaben hat die FDJ beim Kampf für den Sieg des Sozialismus in der DDR? Berlin, 1959
- (szerzői kollektíva vezetőjeként): Die DDR und Japan. Berlin, 1983
- Für ein neues Deutschland, besser als DDR und BRD. Berlin, 1990
- Wolfgang Meyerrel: Aufbruch und Ende. Berlin, 1991
- Hans-Dieter Schütt-tel: Ich wollte ein neues Deutschland. Berlin, 1998
- Die Perestroika – wie ich sie sehe. Persönliche Erinnerungen und Analysen eines Jahrzehntes, das die Welt veränderte. Berlin, 1998
- Manfred Sohnnal: Vor dem großen Sprung? Überblick über die Politik der Japanischen Kommunistischen Partei. Schkeuditz, 2000
- Von Schwerin bis Strasbourg. Erinnerungen an ein halbes Jahrhundert Parlamentsarbeit. Berlin, 2001
- Zur Hypothek des kommunistischen Erbes. Überlegungen zur historischen Niederlage des Kommunismus. Konferenzbeiträge. Berlin, 2003
- In historischer Mission. Als deutscher Politiker unterwegs. Berlin, 2007
- Gabriele Oertellel: Hans Modrow – sagen, was ist. Berlin, 2010
- Volker Hermsdorf/Hans Modrow: "Amboss oder Hammer. Gespräche über Kuba", Berlin und Böklund, 2015 ISBN 978-3-95514-020-5